# Kata Légrády
Kata Légrády (* 1974 in Barcs) ist eine ungarische Opernsängerin, Dirigentin und Künstlerin.

## Leben und Werk
Kata Légrády entstammt dem ungarischen Adelsgeschlecht Légrády und wurde 1974 in Barcs geboren. Sie studierte als Jungstudentin Operngesang und Komposition an der Akademie der Musik und der Bildenden Künste der Universität in Pécs sowie Schauspiel an der Gór Nagy Mária Drama School in Budapest, wirkte in zahlreichen Musical- und Fernsehproduktionen mit, entschied sich dann aber für eine Laufbahn als bildende Künstlerin.
In ihrem künstlerischen Schaffen wurde sie u. a. geprägt von ihrem späteren Mentor Daniel Spoerri, Mitbegründer der Künstlergruppierung Nouveau Réalisme und Erfinder der Eat-Art, dem deutschen Künstler und Kunsttheoretiker Bazon Brock sowie durch die Künstler Jacques Villeglé, Raymond Hains und Philippe Pasqua, die sie im Rahmen von Studienaufenthalten in New York, Oxford und Paris kennenlernte.
In ihren Skulpturen, Fotografien, Zeichnungen und Video-Installationen setzt sich die Künstlerin mit dem Spannungsverhältnis von Gewalt, Macht und Konsum auseinander, wobei sie spielerisch Handfeuerwaffen, Handgranaten oder Fliegerbomben mit bunten Smarties, Elementen von Disney-Figuren, Pelz und Federn, oder auch mit Geldscheinen kombiniert, dekoriert oder mit schrillen Bonbonfarben lackiert. Es entsteht eine bestürzende Spannung zwischen Kindheit und Zerstörung, zwischen Gewalt, Leiden und der Erinnerung an kindliche Spiele. „Ihre Fetischobjekte sind eine Weiterentwicklung der surrealistischen Objektkunst im Zeitalter der Hochglanzästhetik.“
Mit ihnen will Kata Légrády in öffentliche Diskurse zu globalen Konflikten und Krisen eingreifen. Entsprechend dieser Maxime wurden die verfremdeten Kriegsgeräte Légrádys 2014 in einer Sonderausstellung anlässlich des Beginns des Ersten Weltkrieges vor 100 Jahren den mahnenden Kriegsreflexionen der Künstlerkollegin Käthe Kollwitz im Käthe-Kollwitz-Museum Berlin gegenübergestellt. Légrádys Objekte sollten die pazifistischen Forderungen der Käthe Kollwitz aktualisieren. Die Zeitung Die Welt lobte dieses museale Wagnis als „eine der interessantesten und sehenswertesten Ausstellungen“ dieses Gedenkjahres und als „kuratorische Glanzleistung“ der Kuratoren Gudrun Frisch und Pay Matthis Karstens.
Kata Légrády ist die Witwe des Unternehmers und Kunstsammlers Jan A. Ahlers. Ihr Onkel ist der ungarisch-kanadische bildende Künstler und Professor für Fotografie und Medienkunst George Légrády. Sie lebt und arbeitet in Hannover, Paris, Kampen und Budapest.

## Ausstellungen (Auswahl)
Die Arbeiten Kata Légrádys werden regelmäßig international in Einzel- und Gruppenausstellungen sowie auf den wichtigen internationalen Kunstmessen gezeigt:

### Kunstmessen
- Art Basel Hong Kong 2013 \\ HKCEC, Hongkong \\ Pékin Fine Arts
- The Armory Show 2013 \\ Piers 92 94, New York \\ Pékin Fine Arts
- Art Paris 2013 \\ Grand Palais, Paris \\ Galerie Rabouan Moussion
- Drawing Now 2013 \\ Carrousel du Louvre, Paris \\ in collaboration with Galerie Rabouan Moussion
- Paris Photo 2012 \\ Grand Palais, Paris \\ Pékin Fine Arts
- Art Paris 2012 \\ Grand Palais, Paris \\ Galerie Rabouan Moussion
- Art HK 12, Hongkong International Art Fair 2012 \\ HKCEC, Hongkong \\ Pékin Fine Arts
- Art Paris 2011 \\ Grand Palais, Paris \\ Galerie Rabouan Moussion
- Art Paris 2010 \\ Grand Palais, Paris \\ Galerie Rabouan Moussion

### Ausstellungen

#### 2014
- War Room \\ Pékin Fine Arts, Hongkong (group exhibition)
- Mahnung & Verlockung – Die Kriegsbildwelten von Käthe Kollwitz und Kata Legrady.  \\ Käthe-Kollwitz-Museum, Berlin[7]
- Kata Légrády: Smart Pistols  ZKM \\ Center for Art and Media, Karlsruhe (solo exhibition)

#### 2013
- Doublethink: Kata Légrády and Wang Luyan \\ Hong Kong Arts Centre, Hongkong
- Hybride 2 \\ Ancien Hôpital Général, Douai
- Bombs and Candies \\ Kulturstiftung Marienmünster, Marienmünster (solo exhibition)
- Caravana Negra \\ La Bocca, Buenos Aires
- Artist in Society \\ Galerie Rabouan Moussion, Paris (solo exhibition)

#### 2012
- Le Cabinet des Curiosités de Thomas Erber \\ Édition Spéciale - BMW George V, Paris
- Le Cabinet des Curiosités de Thomas Erber \\ Andreas Murkudis, Berlin
- Le Luxe, mode d’emploi \\ Passage de Retz, Paris
- Bombs and Candies - dulce et decorum \\ Denkerei Prof. Bazon Brock, Berlin (solo exhibition)

#### 2011
- Kata Légrády \\ Fondazione Mudima, Milan (solo exhibition)
- Le Cabinet des Curiosités de Thomas Erber \\ Browns, London
- Masks and Guns \\ Galerie Rabouan Moussion, Paris (solo exhibition)
- Kata Légrády \\ Galerie Pari Nadimi, Toronto (solo exhibition)

#### 2010
- Bombs and Candies \\ Galerie Rabouan Moussion, Paris (solo exhibition)

### Beiträge und Zeitungsartikel
- „Dulce et decorum – Die Zuckerwaffen der Kata Legrady“ - Rede von Prof. Bazon Brock zur Eröffnung der Kata Légrády Soloausstellung in der „Fondazione Mudima – Fondazione per l'Arte Contemporanea“, Mailand 2012
- „Kuschlige Handgranaten“ - Beitrag der WELT über die Ausstellung zu Käthe Kollwitz und Kata Légrády, Berlin 2014
- „Tatort Kunst: Kata Legrady in Karlsruhe“ - Beitrag vom FOCUS über die Kata Légrády Soloausstellung im Zentrum für Kunst und Medien (ZKM), Karlsruhe 2014
- „Kata Légrády im Käthe-Kollwitz-Museum - Bonbonbomben“ - Beitrag des Tagesspiegels über die Ausstellung zu Käthe Kollwitz und Kata Légrády, Berlin 2014
- „Sterben für das Vaterland“ - Beitrag der taz über die Ausstellung zu Käthe Kollwitz und Kata Légrády, Berlin 2014
- „Légrádys Popart gegen Waffengewalt und Wirtschaftsmacht“ - Beitrag der Stuttgarter Nachrichten über die Kata Légrády Soloausstellung im Zentrum für Kunst und Medien (ZKM), Karlsruhe 2014
- „Munition mit Zuckerguss“ - Beitrag der Neuen Westfälischen über die Kata Légrády Soloausstellung in der Kulturstiftung Marienmünster 2013
- „Denn sie wissen nicht, was Sie tun“ - Beitrag der Berliner Zeitung über die Ausstellung zu Käthe Kollwitz und Kata Légrády, Berlin 2014
- „Böses, garniert mit etwas Süßem“ - Beitrag des Deutschlandfunks über die Kata Légrády Soloausstellung im Zentrum für Kunst und Medien (ZKM), Karlsruhe 2014

### Videos
- Videobeitrag zur Kata Légrády Soloausstellung im Zentrum für Kunst und Medien (ZKM), Karlsruhe 2014
- Videobeitrag zur Kata Légrády Soloausstellung in der Kulturstiftung Marienmünster 2013
- Videobeitrag mit ausgewählten Arbeiten Kata Légrádys auf der Kunstmesse „Art Paris“ im Grand Palais, Paris 2012
- Videobeitrag zur Ausstellung ausgewählter Arbeiten Kata Légrádys im Rahmen der „Nomades du Marais“, Paris 2011

### Sonstiges
- Kurzbiografie
- Arbeiten von Kata Legrady auf Artsy.net